# حیدرآباد (جویبار)
حیدرآباد، محله‌ای است واقع در خیابان بحر خزر شهر جویبار از توابع بخش مرکزی شهرستان جویبار در استان مازندران ایران. 
حیدرآباد پیش از این روستایی جدا از شهر جویبار بود. ولی حال بخشی از شهر جویبار به‌شمار می‌آید. مردم حیدرآباد به شغل کشاورزی و باغداری مشغول هستند.

## جمعیت
حیدرآباد در دهستان سیاهرود قرار داشته و براساس آخرین سرشماری مرکز آمار ایران که در سال ۱۳۸۵ صورت گرفته، جمعیت آن ۸۸۴ نفر (۲۳۴ خانوار) بوده‌است.